# Bertil Siklund
Rolf Bertil "Sikke" Siklund, född 11 juni 1941 i Umeå stadsförsamling, Umeå, död 10 maj 2005 i Umeå landsförsamling, var en professionell motocross- och skotercrossförare, internationellt motorkänd och Västerbottens första skoterproffs. Siklund var också verksam inom Svemo, tävlingsledare, taxichaufför, chef och skribent på tidningen Snöskoter. 
Siklund tävlade i 18 år på arenor i Europa, Kanada och USA. Han deltog i cirka 450 tävlingar, vilket gav många guld- och silvermedaljer liksom tidningsrubriker. 

## Karriär
I början av sin karriär tävlade Siklund för Vännäs MK men övergick senare till Umeå AK. Under ett tiotal år under 1960- och 1970-talen tävlade han i skotercross och var särskilt framgångsrik 1969/70, då han vann majoriteten av de tävlingar han ställde upp i.  
Efter att ha dominerat på hemmaplan i många år, med flera olika riksmästerskapstitlar (dåtidens svar på SM),  blev han 1970 rekryterad till Ski-Doo-fabrikens stall i Valcourt i Kanada. Siklund och Dan Öberg blev de första svenskarna att delta i de amerikanska tävlingarna och blev också del av det internationella ”Bombardier Racing team”. 
Under säsongen 1970/71 utmärkte sig Siklund som Ski-Doos bäste förare. År 1971 slog han världsrekord i hastighet i Boonville i delstaten New York, med hastigheten 176,84 km/h, vilket skapade stora rubriker både i Sverige och USA. Samma år placerade han sig på andra plats i North American Championship, West Yellowstone, Montana i klassen 800 cc och erhöll därmed titeln ”Vicechampion”. Detta värderades lika högt, om inte högre, än hastighetsrekordet. Siklund deltog även i tävlingar på Bröderna Cartwrights ranch (där både pappa Ben och Hoss deltog) samt på Kings Castle Casino i Nevada.
Siklund blev svensk mästare i skotercross 1970 i klassen >500 cc och 1975 i klassen 750 cc i Älvsbyn. År 1975 erhöll han Västerbottens utmärkelse "Rattens riddare" för sina framstående prestationer och sitt goda sportmanskap och kallades en "motorsportens gentleman". Året därpå  vann han Europas största skotertävling Arctic Cup. Samma år tilldelades han Svemos Elitförarmärke, känt som "Stora grabbars märke". Han skaffade sina första poäng för detta märke 1966 på en motocrosstävling i Västtyskland.
Efter sin tävlingskarriär ägnade han sig åt att lära och leda andra. Från 1990 var han verksam inom Svemos grensektion för snöskoter och från 2001 som sammankallande. Han gjorde betydande insatser som domare och tävlingsledare vid Bombardier Cup -02 samt World Cup i Umeå 2003.
Siklund insjuknade i cancer 2003 och avled i maj 2005. Han hedrades postumt med Svemo-förbundets förtjänstmedalj i silver 2005.